# Step (album)
Pour les articles homonymes, voir STEP.
Albums de Nami Tamaki
Don't Stay
(2008) Ready!
(2011)
Albums par Nami Tamaki
Reproduct Best
(2009)
Singles
STEP est le 1er album de Nami Tamaki sous le label Universal Music Japan, et son 5e en tout, il est sorti le 24 février 2010 au Japon. Il atteint la 55e place du classement de l'Oricon et reste classé pendant 2 semaines, pour un total de 3 643 exemplaires vendus. Il sort en format CD et CD+DVD.

## Liste des titres
| 1.  | Give Me Up                                | Michael De San Antonio, Pierre Michel Nigro, Kanako Kato | Mario Giuseppe Nigro, Susumu Kawai             | 4:08 |
| 2.  | Friends!                                  | Chihiro Close                                            | Masaaki Asada                                  | 3:47 |
| 3.  | Sayonara Shite Ageru (さよならしてあげる) | Shungo.                                                  | Shinichiro Murayama                            | 4:06 |
| 4.  | Uso (嘘)                                  | Shungo.                                                  | Shinichiro Murayama                            | 4:18 |
| 5.  | Kimi no Namida (キミノナミダ)             | ViVi                                                     | SiZK from★STARGUiTAR                           | 3:44 |
| 6.  | Negai Hoshi (願い星)                      | Maki Iwasa                                               | Susumu Kawai, Takashi Ikezawa                  | 5:26 |
| 7.  | Zero no Sora (ゼロの空)                   | ikuko                                                    | Masaaki Asada                                  | 4:16 |
| 8.  | Moshimo Negai Ga... (もしも願いが・・・)  | Kiyoshi Matsuo                                           | Kiyoshi Matsuo, Yoshihiro Toyoshima, Maestro-T | 5:38 |
| 9.  | Omoide Ni Naru No? (思い出になるの?)      | Kanako Kato                                              | Jeff Miyahara & Jeremy Soule                   | 4:10 |
| 10. | Happy Forever                             | Kenko-p                                                  | Kazuya Fukuda, Hiroto Suzuki                   | 3:33 |
| 11. | In my life                                | GIORGIO13                                                | Giorgio Cancemi                                | 4:56 |
| 12. | Tokyo (東京)                              | Ryo Nakamura                                             | Marika Takeuchi, soundbreakers                 | 4:39 |

| 1. | Omoide ni Naru no? (nami ver.) (思い出になるの?) |  |